# Z Arae
Z Arae är en pulserande variabel av Mira Ceti-typ i stjärnbilden Altaret. 
Stjärnan varierar mellan visuell magnitud +9,06 och mindre än 15,3 med en period av 287 dygn.